# 5-й Загородный проезд
Пя́тый За́городный прое́зд (название с 12 мая 1956 года) — проезд в Юго-Западном административном округе города Москвы на территории района Котловка.

## История
Проезд получил своё название 12 мая 1956 года по прилеганию к Загородному шоссе, которое до 10 октября 1929 года называлось Якунчиковское шоссе по фамилии фабрикантов и купцов Якунчиковых — владельцев кирпичных заводов в Черёмушках, куда вело шоссе, до 1917 года находившееся за городской чертой.

## Расположение
5-й Загородный проезд проходит от Севастопольского проспекта на северо-запад до Большой Черёмушкинской улицы. По 5-му Загородному проезду домовладений не числится.

## Транспорт

### Наземный транспорт
По 5-му Загородному проезду (только к Большой Черёмушкинской улице) проходит автобус 915. На Севастопольском проспекте расположена остановка «5-й Загородный проезд» автобусов м90, н16; на Большой Черёмушкинской улице, — остановки «Улица Шверника» и «Торговый центр» автобусов 121, 317, 915; трамваев 26, 38.

## Железнодорожный транспорт
С 10 сентября 2016 года работает станция МЦК «Крымская». В ближайшем будущем планируется переход на станцию метро «Крымская» Троицкой линии.